# Madagascar (phim 2005)
Madagascar là phim điện ảnh hoạt hình hài hước 3D năm 2005 của Mỹ do hãng DreamWorks Animation sản xuất, do Tom McGrath và Eric Darnell làm đạo diễn.
Phần tiếp theo của phim là Madagascar 2: Tẩu thoát đến Phi Châu, phát hành năm 2008.